# Хумкос
Хумкос (на гръцки: Χουμνικό, Хумнико, на катаревуса: Χουμνικόν, Хумникон) е село в Република Гърция, Егейска Македония, дем Висалтия. Селото има 251 жители според преброяването от 2001 година.

## География
Хумкос е разположено на около 4 километра западно от Джинджос (Ситохори) в Сярското поле.

## История

### В Османската империя
Църквата „Свети Георги“ е от 1753 година.
Александър Синве ("Les Grecs de l’Empire Ottoman. Etude Statistique et Ethnographique"), който се основава на гръцки данни, в 1878 година пише, че в Ксумкос (Xoumkos) живеят 960 гърци. В „Етнография на вилаетите Адрианопол, Монастир и Салоника“, издадена в Константинопол в 1878 година и отразяваща статистиката на населението от 1873, Хумкос (Houmkos) е посочено като село със 134 домакинства, като жителите му са 25 мюсюлмани и 390 гърци.
В 1889 година Стефан Веркович (Топографическо-этнографическій очеркъ Македоніи) пише за Хумкос:
| „ | Хумкос е християнско село; една църква, едно училище; жителите са гърци; отстои на 2 и половина часа от Нигрита. | “ |

В 1891 година Георги Стрезов пише за селото:
| „ | Хункос, село на И от Нигрита, на разстояние 5 часа от Сяр до планината. Произвежда добро грозде и удовлетворително вино. 120 къщи гърци. | “ |

В 1900 година според Васил Кънчов („Македония. Етнография и статистика“) в Хункосъ има 600 жители гърци. По данни на секретаря на Българската екзархия Димитър Мишев („La Macédoine et sa Population Chrétienne“) в 1905 година християнското население на Хункос (Hounkos) се състои от 700 гърци и в селото има гръцко училище.

### В Гърция
Селото е освободено по време на Балканската война от части на българската армия, но след Междусъюзническата война в 1913 година остава в Гърция. В 1927 година селото е прекръстено на Хумникон.
| Име            | Име                     | Ново име     | Ново име        | Описание                                                        |
| -------------- | ----------------------- | ------------ | --------------- | --------------------------------------------------------------- |
| Хървата        | Χαρβάτα                 | Ангакатон    | Άγκαθωτόν       | връх в Орсовата планина на ЮИ от Сулево (850,2 m)               |
| Узун Бурун     | Ούζούν Μπουρούν         | Мегали Мити  | Μεγάλη Μύτη     | възвишение в Орсовата планина на Ю от Хумкос и на ЮЮИ от Сайта  |
| Дагарела Кория | Δαγκαρέλα Κουρί         | Ксиротопос   | Ξηρότοπος       | местност на ЮЗ от Сайта                                         |
| Аскамнуда      | Άσκαμνούδα              | Мурия        | Μουριά          | възвишение в Орсовата планина на ЮЮЗ от Хумкос и на ЮИ от Сайта |
| Фардобаиро     | Φαδομπάιρο, Φαρδομπάϊρο | Платома      | Πλάτωμα         | възвишение в Орсовата планина на ЮЮЗ от Хумкос и на СИ от Сайта |
| Бузет          | Μπουζαϊτ                | Психрон      | Ψυχρόν          | възвишение в Богданската планина на З от Хумкос                 |
| Сайтуди        | Σαϊτούδι                | Велос        | Βέλος           | възвишение в Богданската планина на З от Хумкос                 |
| Стар чифлик    | Παλαιό Τσιφλίκι         | Палео Ктима  | Παλαιό Κτήμα    |                                                                 |
| Зафиров чифлик | Τσιφλίκι Ζαφειριού      | Ктима Зафиру | Κτήμα Ζαφειριού |                                                                 |

## Личности
Родени в Хумкос
- Астериос Мухтарис, четник в гръцка андартска чета в Македония[12]
- Василиос Карапиперис или Карапеперис, гръцки учител и агент (трета класа) на гръцка андартска чета в Македония[13]
- Василиос Пагуржис, четник в на гръцка андартска чета в Македония[14]
- Георгиос Драгос, председател на революционния комитет в Хумкос[15]
- Димитриос Пугумжис, четник в гръцка андартска чета в Македония[16]
- Иоанис Бакалудис, гръцки политик, председател на революционния комитет и лидер на Хумкос[17]
- Панайотис Карамутас, гръцки агент (трети клас) на гръцка андартска чета в Македония[18]
- Панайотис Карапеперас, гръцки агент (трети клас) на гръцка андартска чета в Македония[19]
- Пасхалис Емануилидис, четник в гръцка андартска чета в Македония[20]
- Теодорос Допцйос, ятак на гръцка андартска чета в Македония[21]
- Христос Кипрос (? - 1906), ятак на гръцка андартска чета в Македония[22]